# Polypodium californicum
Polypodium californicum är en stensöteväxtart som beskrevs av Georg Friedrich Kaulfuss. Polypodium californicum ingår i släktet Polypodium och familjen Polypodiaceae. Inga underarter finns listade.

## Bildgalleri

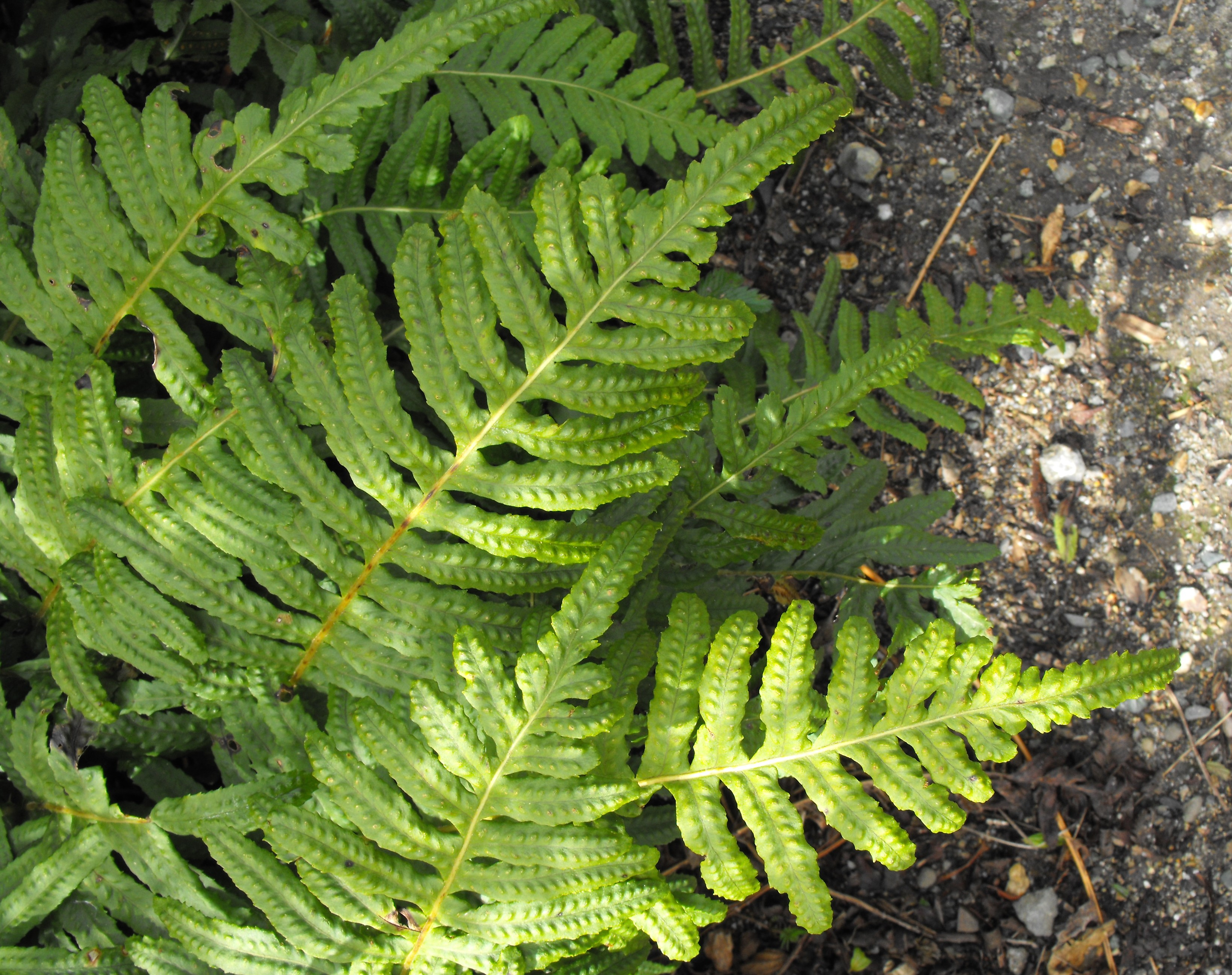
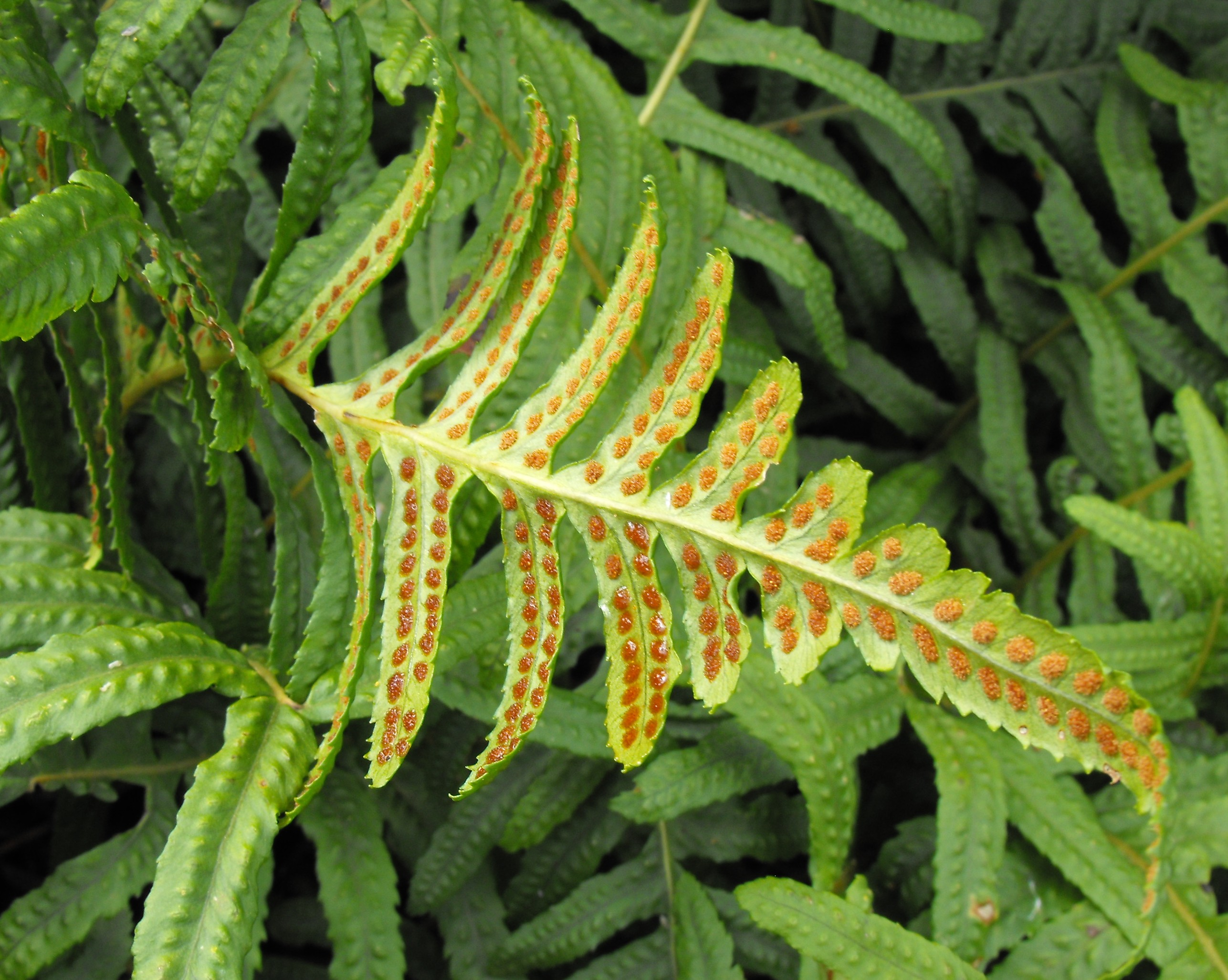